# Boissède
Boissède est une commune française située dans l'ouest du département de la Haute-Garonne, en région Occitanie. Sur le plan historique et culturel, la commune fait partie du pays de Comminges, correspondant à l’ancien comté de Comminges, circonscription de la province de Gascogne située sur les départements actuels du Gers, de la Haute-Garonne, des Hautes-Pyrénées et de l'Ariège.
Exposée à un climat océanique altéré, elle est drainée par la Gesse et par divers autres petits cours d'eau.
Boissède est une commune rurale qui compte 68 habitants en 2022, après avoir connu un pic de population de 223 habitants en 1841. Elle fait partie de l'aire d'attraction de Toulouse. Ses habitants sont appelés les Boissédois ou  Boissédoises.
Le patrimoine architectural de la commune comprend un immeuble protégé au titre des monuments historiques : le château, inscrit en 1996.

## Géographie

### Localisation
La commune de Boissède se trouve dans le département de la Haute-Garonne, en région Occitanie.
Elle se situe à 54 km à vol d'oiseau de Toulouse, préfecture du département, à 34 km de Saint-Gaudens, sous-préfecture, et à 31 km de Cazères, bureau centralisateur du canton de Cazères dont dépend la commune depuis 2015 pour les élections départementales.
La commune fait en outre partie du bassin de vie de L'Isle-en-Dodon.
Les communes les plus proches sont : 
Cadeillan (2,4 km), L'Isle-en-Dodon (3,0 km), Mirambeau (3,5 km), Espaon (3,5 km), Molas (3,7 km), Sabaillan (4,0 km), Tournan (4,2 km), Martisserre (4,7 km).
Sur le plan historique et culturel, Boissède fait partie du pays de Comminges, correspondant à l’ancien comté de Comminges, circonscription de la province de Gascogne située sur les départements actuels du Gers, de la Haute-Garonne, des Hautes-Pyrénées et de l'Ariège.
Les communes limitrophes sont  Cadeillan, L'Isle-en-Dodon, Mirambeau, Molas et Tournan.
| Tournan (Gers) | Cadeillan (Gers) |           |
|                | Boissède         | Mirambeau |
|                | L'Isle-en-Dodon  |           |

### Hydrographie

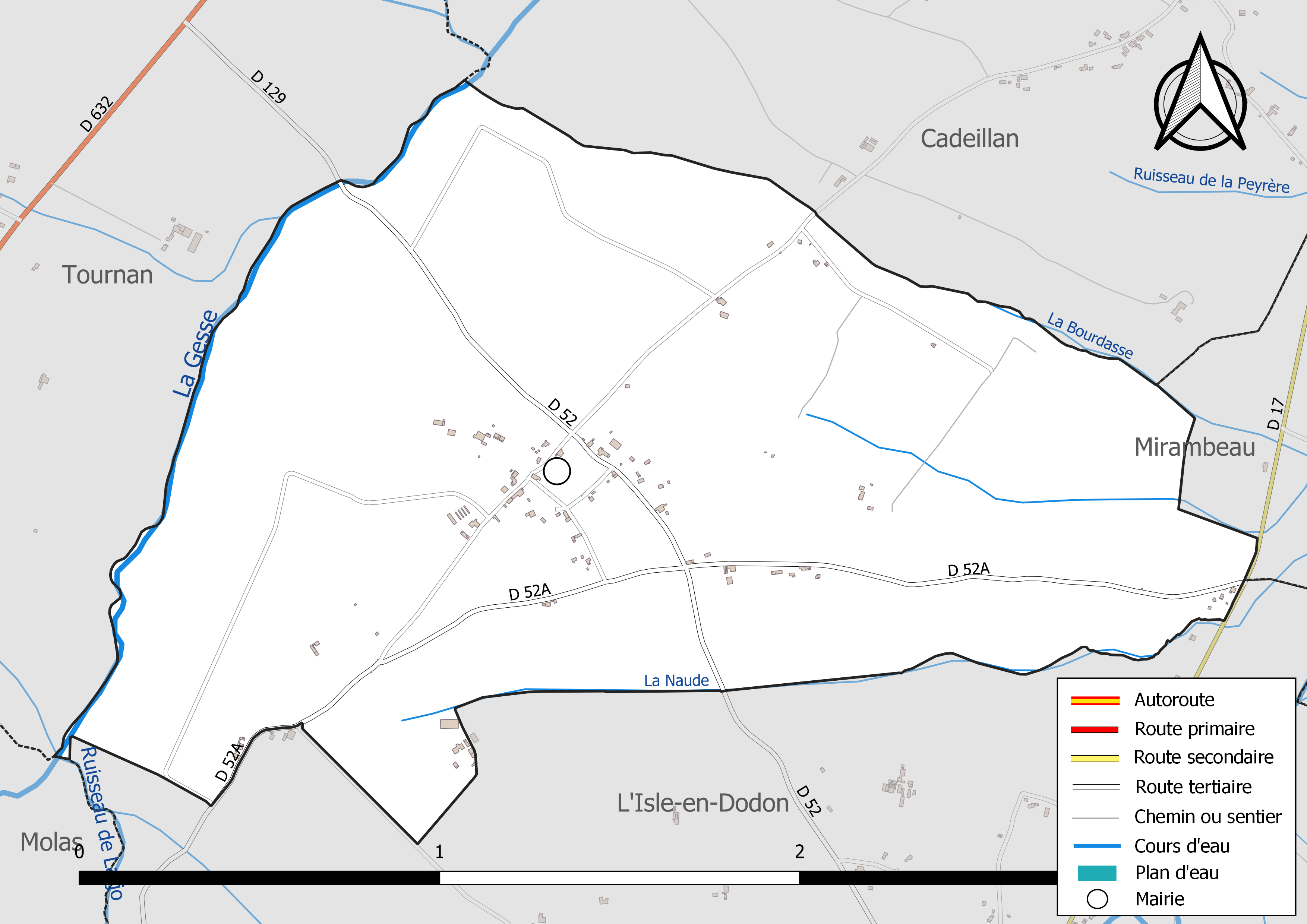
Réseaux hydrographique et routier de Boissède.

La commune est dans le bassin de la Garonne, au sein du bassin hydrographique Adour-Garonne. Elle est drainée par la Gesse, la Bourdasse, la Naude et par deux petits cours d'eau, constituant un réseau hydrographique de 5 km de longueur totale,.
La Gesse, d'une longueur totale de 52,1 km, prend sa source dans la commune d'Arné et s'écoule vers le nord-est. Il traverse la commune et se jette dans la Save à Espaon, après avoir traversé 21 communes.

### Climat
Pour des articles plus généraux, voir Climat de l'Occitanie et Climat de la Haute-Garonne.
En 2010, le climat de la commune est de type climat du Bassin du Sud-Ouest, selon une étude s'appuyant sur une série de données couvrant la période 1971-2000. En 2020, Météo-France publie une typologie des climats de la France métropolitaine dans laquelle la commune est exposée à un climat océanique altéré et est dans la région climatique Aquitaine, Gascogne, caractérisée par une pluviométrie abondante au printemps, modérée en automne, un faible ensoleillement au printemps, un été chaud (19,5 °C), des vents faibles, des brouillards fréquents en automne et en hiver et des orages fréquents en été (15 à 20 jours).
Pour la période 1971-2000, la température annuelle moyenne est de 13,3 °C, avec une amplitude thermique annuelle de 15,8 °C. Le cumul annuel moyen de précipitations est de 746 mm, avec 9,3 jours de précipitations en janvier et 6 jours en juillet. Pour la période 1991-2020, la température moyenne annuelle observée sur la station météorologique la plus proche, située sur la commune de Palaminy à 30 km à vol d'oiseau, est de 13,2 °C et le cumul annuel moyen de précipitations est de 715,2 mm,. Pour l'avenir, les paramètres climatiques de la commune estimés pour 2050 selon différents scénarios d'émission de gaz à effet de serre sont consultables sur un site dédié publié par Météo-France en novembre 2022.

### Milieux naturels et biodiversité
Aucun espace naturel présentant un intérêt patrimonial n'est recensé sur la commune dans l'inventaire national du patrimoine naturel,,.

## Urbanisme

### Typologie
Au 1er janvier 2024, Boissède est catégorisée commune rurale à habitat très dispersé, selon la nouvelle grille communale de densité à sept niveaux définie par l'Insee en 2022.
Elle est située hors unité urbaine. Par ailleurs la commune fait partie de l'aire d'attraction de Toulouse, dont elle est une commune de la couronne,. Cette aire, qui regroupe 527 communes, est catégorisée dans les aires de 700 000 habitants ou plus (hors Paris),.

### Occupation des sols
L'occupation des sols de la commune, telle qu'elle ressort de la base de données européenne d’occupation biophysique des sols Corine Land Cover (CLC), est marquée par l'importance des territoires agricoles (74,1 % en 2018), une proportion identique à celle de 1990 (74,1 %). La répartition détaillée en 2018 est la suivante : 
terres arables (43,1 %), zones agricoles hétérogènes (30,8 %), forêts (25,9 %), prairies (0,1 %). L'évolution de l’occupation des sols de la commune et de ses infrastructures peut être observée sur les différentes représentations cartographiques du territoire : la carte de Cassini (XVIIIe siècle), la carte d'état-major (1820-1866) et les cartes ou photos aériennes de l'IGN pour la période actuelle (1950 à aujourd'hui).

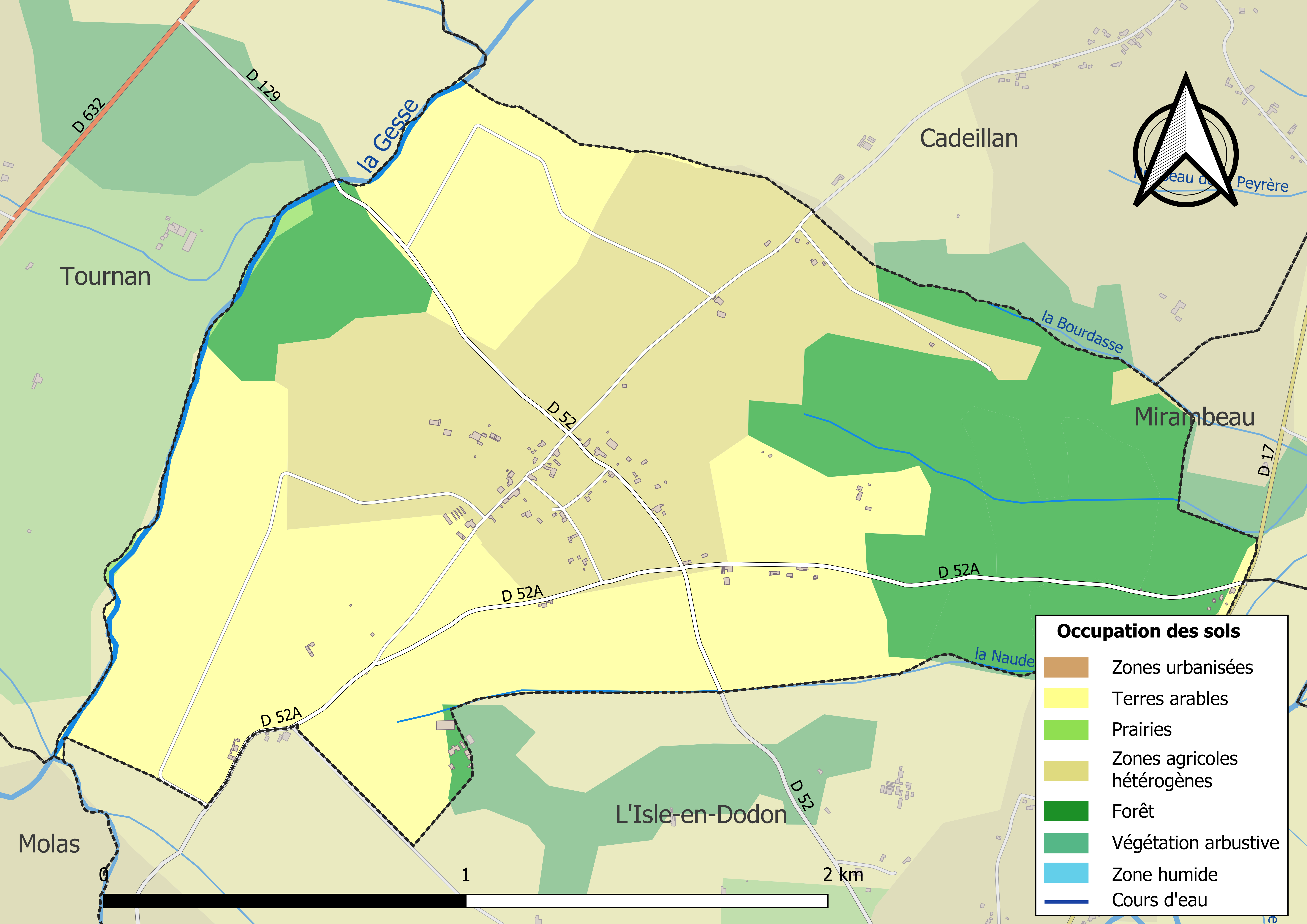
Carte des infrastructures et de l'occupation des sols de la commune en 2018 (CLC).

### Voies de communication et transports
Accès avec la ligne régulière de transport interurbain du réseau Arc-en-ciel (anciennement SEMVAT).

### Risques majeurs
Le territoire de la commune de Boissède est vulnérable à différents aléas naturels : météorologiques (tempête, orage, neige, grand froid, canicule ou sécheresse), inondations et séisme (sismicité faible). Un site publié par le BRGM permet d'évaluer simplement et rapidement les risques d'un bien localisé soit par son adresse soit par le numéro de sa parcelle.
Certaines parties du territoire communal sont susceptibles d’être affectées par le risque d’inondation par débordement de cours d'eau, notamment la Gesse. La commune a été reconnue en état de catastrophe naturelle au titre des dommages causés par les inondations et coulées de boue survenues en 1982, 1999 et 2009,.

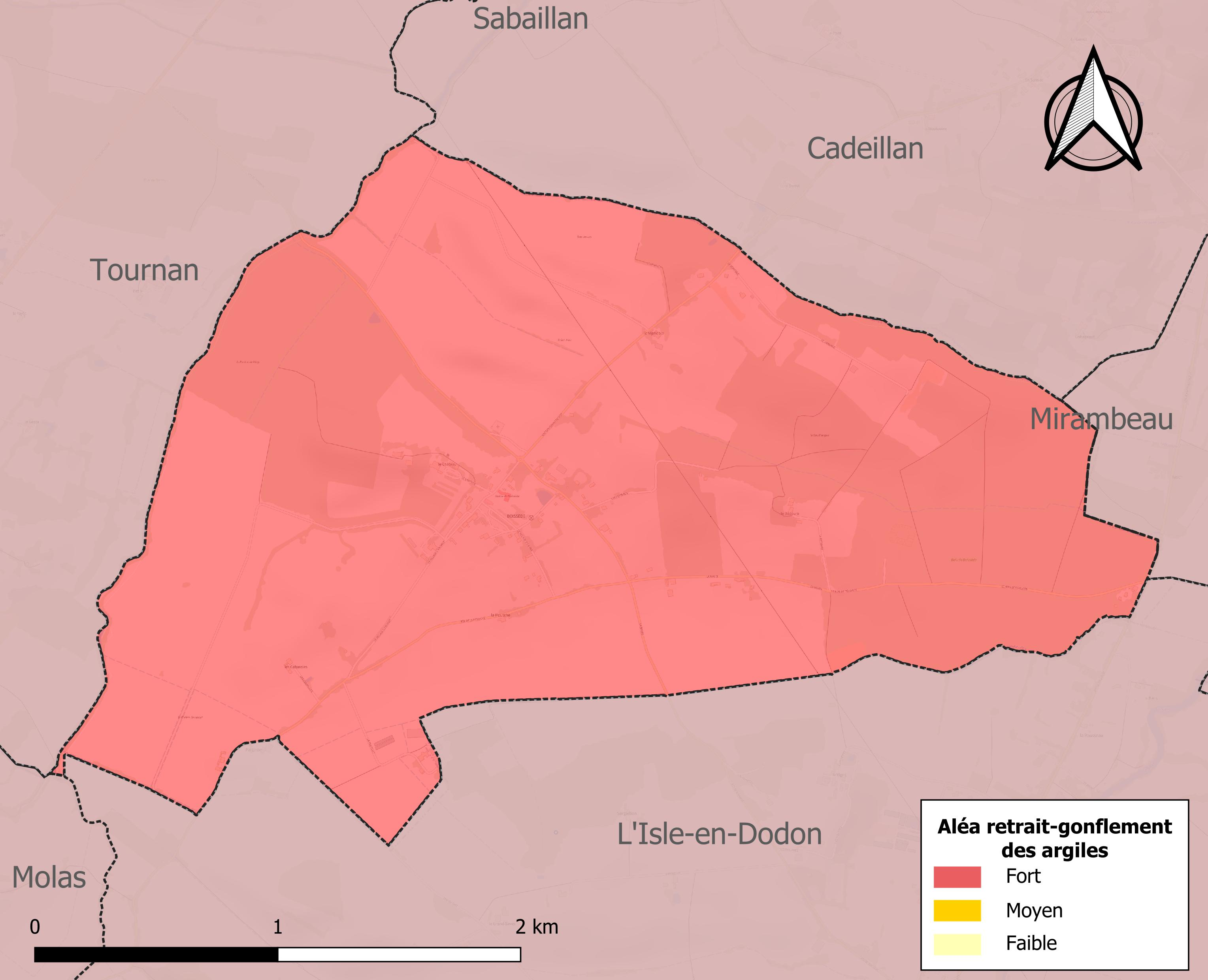
Carte des zones d'aléa retrait-gonflement des sols argileux de Boissède.

Le retrait-gonflement des sols argileux est susceptible d'engendrer des dommages importants aux bâtiments en cas d’alternance de périodes de sécheresse et de pluie. La totalité de la commune est en aléa moyen ou fort (88,8 % au niveau départemental et 48,5 % au niveau national). Sur les 51 bâtiments dénombrés sur la commune en 2019, 51 sont en aléa moyen ou fort, soit 100 %, à comparer aux 98 % au niveau départemental et 54 % au niveau national. Une cartographie de l'exposition du territoire national au retrait gonflement des sols argileux est disponible sur le site du BRGM,.
Par ailleurs, afin de mieux appréhender le risque d’affaissement de terrain, l'inventaire national des cavités souterraines permet de localiser celles situées sur la commune.
Concernant les mouvements de terrains, la commune a été reconnue en état de catastrophe naturelle au titre des dommages causés par la sécheresse en 1989, 1992, 1998 et 2003 et par des mouvements de terrain en 1999.

## Histoire
Bernard de Sabalhan est cité comme seigneur de Boissède vers 1420.

## Politique et administration

### Administration municipale
Le nombre d'habitants au recensement de 2011 étant compris entre 0 et 99, le nombre de membres du conseil municipal pour l'élection de 2014 est de sept,.

### Rattachements administratifs et électoraux
Commune faisant partie de la huitième circonscription de la Haute-Garonne de la communauté de communes Cœur et Coteaux de Comminges et du canton de Cazères (avant le redécoupage départemental de 2014, Boissède faisait partie de l'ex-canton de L'Isle-en-Dodon) et avant le 1er janvier 2017 de la communauté de communes des Portes du Comminges.

### Liste des maires
| Période                                  | Période  | Identité        | Étiquette | Qualité     |
| ---------------------------------------- | -------- | --------------- | --------- | ----------- |
| Les données manquantes sont à compléter. |          |                 |           |             |
| mars 2001                                | 2014     | Francis Terrenq |           |             |
| 2014                                     | En cours | Alain Frechou   | SE        | Agriculteur |

## Population et société

### Démographie
| 1793 | 1800 | 1806 | 1821 | 1831 | 1836 | 1841 | 1846 | 1851 |
| ---- | ---- | ---- | ---- | ---- | ---- | ---- | ---- | ---- |
| 171  | 171  | 151  | 182  | 216  | 214  | 223  | 219  | 219  |

| 1856 | 1861 | 1866 | 1872 | 1876 | 1881 | 1886 | 1891 | 1896 |
| ---- | ---- | ---- | ---- | ---- | ---- | ---- | ---- | ---- |
| 187  | 185  | 173  | 177  | 179  | 181  | 179  | 156  | 143  |

| 1901 | 1906 | 1911 | 1921 | 1926 | 1931 | 1936 | 1946 | 1954 |
| ---- | ---- | ---- | ---- | ---- | ---- | ---- | ---- | ---- |
| 138  | 145  | 133  | 122  | 119  | 110  | 103  | 99   | 86   |

| 1962 | 1968 | 1975 | 1982 | 1990 | 1999 | 2004 | 2006 | 2009 |
| ---- | ---- | ---- | ---- | ---- | ---- | ---- | ---- | ---- |
| 81   | 93   | 57   | 65   | 59   | 71   | 79   | 84   | 83   |

| 2014 | 2019 | 2022 | - | - | - | - | - | - |
| ---- | ---- | ---- | - | - | - | - | - | - |
| 73   | 68   | 68   | - | - | - | - | - | - |

| selon la population municipale des années : | 1968 | 1975 | 1982 | 1990 | 1999 | 2006 | 2009 | 2013 |
| Rang de la commune dans le département      | 499  | 421  | 510  | 532  | 491  | 496  | 501  | 515  |
| Nombre de communes du département           | 592  | 582  | 586  | 588  | 588  | 588  | 589  | 589  |

### Enseignement
Boissède fait partie de l'académie de Toulouse.

## Économie

### Emploi
|                | 2008  | 2013  | 2018  |
| -------------- | ----- | ----- | ----- |
| Commune        | 2,2 % | 5,1 % | 5,4 % |
| Département    | 7,7 % | 9,6 % | 9,3 % |
| France entière | 8,3 % | 10 %  | 10 %  |

En 2018, la population âgée de 15 à 64 ans s'élève à 38 personnes, parmi lesquelles on compte 78,4 % d'actifs (73 % ayant un emploi et 5,4 % de chômeurs) et 21,6 % d'inactifs,. Depuis 2008, le taux de chômage communal (au sens du recensement) des 15-64 ans est inférieur à celui de la France et du département.
La commune fait partie de la couronne de l'aire d'attraction de Toulouse, du fait qu'au moins 15 % des actifs travaillent dans le pôle,. Elle compte 12 emplois en 2018, contre 6 en 2013 et 5 en 2008. Le nombre d'actifs ayant un emploi résidant dans la commune est de 27, soit un indicateur de concentration d'emploi de 44,3 % et un taux d'activité parmi les 15 ans ou plus de 46,8 %.
Sur ces 27 actifs de 15 ans ou plus ayant un emploi, 7 travaillent dans la commune, soit 26 % des habitants. Pour se rendre au travail, 81,5 % des habitants utilisent un véhicule personnel ou de fonction à quatre roues, 7,4 % s'y rendent en deux-roues, à vélo ou à pied et 11,1 % n'ont pas besoin de transport (travail au domicile).

### Activités hors agriculture
9 établissements sont implantés  à Boissède au 31 décembre 2019.
Le secteur des autres activités de services est prépondérant sur la commune puisqu'il représente 22,2 % du nombre total d'établissements de la commune (2 sur les 9 entreprises implantées  à Boissède), contre 7,9 % au niveau départemental.

### Agriculture
|               | 1988 | 2000 | 2010 | 2020 |
| ------------- | ---- | ---- | ---- | ---- |
| Exploitations | 11   | 5    | 4    | 4    |
| SAU (ha)      | 222  | 267  | 338  | 426  |

La commune est dans les « Coteaux de Gascogne », une petite région agricole occupant une partie ouest du département de la Haute-Garonne, constitué d'un relief de cuestas et de vallées peu profondes, creusés par les rivières issues du massif pyrénéen, avec une activité de polyculture et d’élevage. En 2020, l'orientation technico-économique de l'agriculture  sur la commune est la culture de céréales et/ou d'oléoprotéagineuses. Quatre exploitations agricoles ayant leur siège dans la commune sont dénombrées lors du recensement agricole de 2020 (onze en 1988). La superficie agricole utilisée est de 426 ha,,.

## Culture locale et patrimoine

### Lieux et monuments
- Église Saint-Jean-Baptiste.

## Pour approfondir